# Tadakiyo Sakai
Tadakiyo Sakai (Nagasaki, 5 de janeiro de 1914 — 2 de maio de 1981) foi um escultor nipo-brasileiro. Desde pequeno, mostrou o gosto pela pintura, desenho e escultura. Em 1928, migrou para o Brasil aos 14 anos de idade. 
Sakai morou no bairro de Pinheiros, no município de Taboão da Serra e fixou-se em Embu das Artes. 
Reconhecido internacionalmente como escultor em terracota, Sakai iniciou nas artes em 1951, sob orientação de Cássio M'boy e dos escultores Bruno Giorgi e Victor Brecheret.
Em Embu das Artes há o Memorial Sakai, que tem como objetivo valorizar e recuperar a memória e o trabalho do artista. Além de museu, o Memorial Sakai é uma escola gratuita da arte em cerâmica. No município, também há a Escola Estadual Tadakiyo Sakai, situada no bairro Vila Olinda.